# KT-1
KT-1 o Kaitouzhe-1 ( Explorador-1 ) és un coet comercial xinès de combustible sòlid i tres etapes, desenvolupat a principis dels anys 2000, i capaç de posar en òrbita fins a 100 kg de càrrega útil.
El  KT-1  va ser desenvolupat a partir de les dues primeres etapes del míssil balístic intercontinental DF-31, afegint-hi una tercera etapa totalment nova. Les proves amb la tercera etapa van començar amb una prova estàtica el 25 de febrer de 2001. L'abril de 2001 el vehicle en conjunt va passar les més estrictes revisions de disseny.
El primer llançament d'un  KT-1 va tenir lloc el 15 de setembre de 2002, fallant en la tasca de col·locar en òrbita un satèl·lit de proves de 50 kg (el HTSTL-1, construït per estudiants) causat per un problema amb la segona etapa. Un segon llançament va tenir lloc el 16 de setembre de 2003, fallant de nou en intentar posar en òrbita un satèl·lit de 40 kg a causa d'un problema en l'última etapa.

## Especificacions
- Càrrega útil: 100 kg a òrbita terrestre baixa (500 km i 98º d'inclinació)[3]
- Massa total: 20.000 kg
- Diàmetre del cos principal: 2 m
- Longitud total: 18 m